# Nara Yoshitomo
Yoshitomo Nara (奈良美智?, Nara Yoshitomo; Hirosaki, 1959) è un artista contemporaneo della pop art giapponese.
Attualmente vive e lavora a Tokyo, benché i suoi lavori siano stati esposti in tutto il mondo. Nara ha completato gli studi nell'università di arti e musica della prefettura di Aichi. Tra il 1988 e il 1993, ha studiato nella Kunstakademie Düsseldorf, a Düsseldorf, in Germania. Dal 1984 l'artista ha avuto circa 40 esposizioni soliste.

## Le opere

Graffiti di Yoshitomo Nara al Niagara Bar, 112 Ave. A, New York, NY, USA

L'esordio di Nara avviene negli anni novanta durante il movimento di pop art giapponese. I soggetti delle sue opere sono ingannevolmente semplici: la maggior parte dei lavori rappresentano figure apparentemente innocue (spesso bambini e cani disegnati a colori pastello, con tratti fumettistici) con poco o nessun sfondo. Ma questi bambini, che in un primo momento appaiono carini e vulnerabili, a volte brandiscono armi come coltelli e seghe. I loro occhi spesso hanno uno sguardo accusatorio, come se fossero appena stati svegliati, che rende al viso un'espressione di odio.
Nara, tuttavia, non vede i suoi maneggiatori di armi come aggressori. "Guardateli, le loro armi sono così piccole, come giocattoli. Pensate che potrebbero combattere con queste?" ha detto. "Io non credo. Piuttosto vedo i bambini circondati da gente più grande e cattiva, che maneggia con coltelli più grandi...".
L'interpretazione dell'artista sui suoi lavori, quindi, vuole fare passare noi come gli aggressori, colpevoli di attaccare l'innocenza dell'infanzia. Sotto questa luce, Nara incrimina anche sé stesso, perché la sua arte è tutta basata sulla perversione di soggetti che altrimenti sarebbero innocenti.

## Influenze
I fumetti e gli anime giapponesi della sua infanzia negli anni sessanta sono stati sicuramente influenti nelle sue figure stilizzate, ne sono un esempio gli occhi dei bimbi. L'artista infonde a queste tipiche figure dolci un alone di orrore. Questo contrasto di malvagità umana con l'innocenza dei bambini può essere una reazione alle rigide convenzioni sociali giapponesi.
Anche la musica punk rock della giovinezza di Nara ha influenzato i suoi lavori: le immagini hanno quel senso di ribellione e violenza che si può ricondurre all'atmosfera punk.
L'artista ha comunque citato varie tradizioni come la pittura rinascimentale, la letteratura, le illustrazioni e i graffiti, come fonte di ispirazione.
L'influenza più significativa, tuttavia, è probabilmente l'educazione derivata dal dopoguerra che ha profondamente toccato il suo modo di vedere le cose, e di conseguenza la sua vita artistica. 
È cresciuto in un'epoca nella quale il Giappone sperimentava un'inondazione da parte della cultura di massa occidentale: i fumetti, i cartoni di Walt Disney, e la musica rock sono solo alcuni esempi. Figlio di due esponenti della classe lavoratrice, ha inoltre vissuto l'infanzia isolato in campagna, spesso lasciato solo con poco da fare se non esplorare la sua giovane immaginazione.